# Acacia gardneri
Acacia gardneri — вид квіткових рослин з родини бобових. Ареал: Австралія (Західна Австралія).

## Середовище
Зустрічається на сезонно затоплених рівнинах з неглибоким скелетним алювієм, що покриває пісковик, і посічений виступаючими пісковиковими хребтами або в піщаному ґрунті навколо кварцитових скель уздовж водотоків.

## Біоморфологічна характеристика
Невелике дерево або кущ є тонким і прямовисним і зазвичай досягає висоти від 1,8 до 6 метрів. По всій довжині стовбура та гілок розташована гладка коричнева кора. Стиснуті гілочки мають світло-коричневий колір. Косо вузькоеліптичні філодії різко звужені біля основи. Філодії мають довжину від 5 до 12 сантиметрів і ширину від 20 до 30 міліметрів і мають від трьох до чотирьох видатних головних жилок. Цвіте з травня по серпень, утворюючи жовті квітки. Колоски від 4 до 6 см у довжину з нещільно розташованими блідо-жовтими квітками. Стручки мають лінійну форму, підняті над насінням і стиснуті між ними. Стручки закручені, мають довжину від 5 до 8 см і містять насіння вузько видовжено-еліптичної форми. Темно-коричневе насіння має довжину від 4 до 4,5 мм.